# Самая опасная игра (сериал)
«Самая опасная игра» (англ. Most Dangerous Game) — американский веб-сериал, созданный Ником Санторой, Джошем Хармоном и Скоттом Элдером, для канала Quibi. Премьера состоялась 6 апреля 2020 года. Сериал основан на рассказе 1924 года «Самая опасная игра» Ричарда Коннелла. 23 августа 2021 сериал продлён на второй сезон.

## Сюжет
Страдая от неизлечимого рака мозга и с неясным будущим своей семьи, детройтский обыватель Додж Тайнс принимает предложение от очаровательного бизнесмена по имени Майлз принять участие в большой охоте на дичь, в которой сам Додж является добычей.

## В ролях
- Кристоф Вальц — Майлз Селларс, организатор охоты
- Лиам Хемсворт — Додж Тайс, «жертва» в охоте
- Сара Гадон — Вэл, его жена
- Зак Черри — Люгер
- Крис Уэбстер — Никсон, охотник
- Билли Берк — Рейган, охотник
- Джимми Акингбола — Картер, охотник
- Наташа Лю Бордиццо — Кеннеди, охотник
- Патрик Гэрроу — Би-Джей, охотник
- Каролина Бартчак

## Эпизоды

### 1й сезон, 15 серий[3]
S01E01 — Предложение (The Offer)
S01E02 — Мотивация (The Motivation)
S01E03 — Правила (The Rules)
S01E04 — Принятие (The Acceptance)
S01E05 — Начало (The Start)
S01E06 — Мойте руки после использования (Wash hands after using)
S01E07 — Не бегать по платформе (No running on the platform)
S01E08 — В церкви говорите шепотом (Please whisper in church)
S01E09 — Возвращайте инструменты на место (Return tools to their place)
S01E10 — Пятерка за драку (Five for fighting)
S01E11 — Всегда помнишь своего первого (You always remember your first)
S01E12 — Корабль в безопасности только в порту (A ship is safe only in port)
S01E13 — Всегда получайте второе мнение (Always get a second opinion)
S01E14 — Что было старым стало новым вновь (What’s old is new again)
S01E15 — Игра окончена (Game over)

## Прием критиков
На Rotten Tomatoes сериал имеет рейтинг 59 % со средним баллом 6,36 из 10, основанным на 27 отзывах.

### Награды и номинации
В 2020 году сериал получил две номинации на телевизионную премию «Эмми».